# 多瑙夫齊
多瑙夫齊是保加利亞的城鎮，位於該國西北部，距離首府維丁10公里，由維丁州負責管轄，海拔高度35米，2009年人口2,743，居民主要信奉東正教。